# Лиоцелл

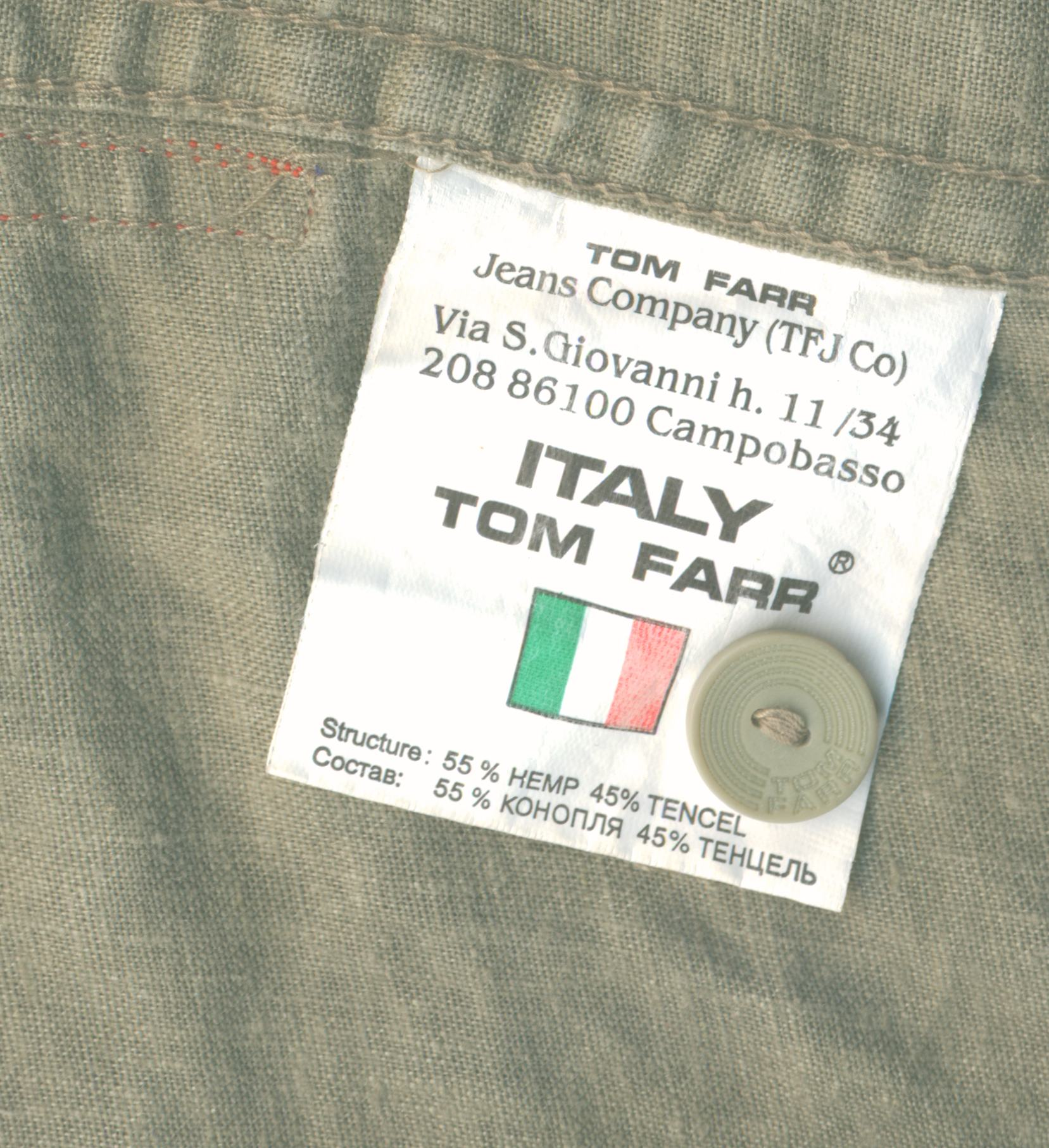
Этикетка на рубашке с указанием состава ткани: 55 % — конопля, 45 % — тенцель

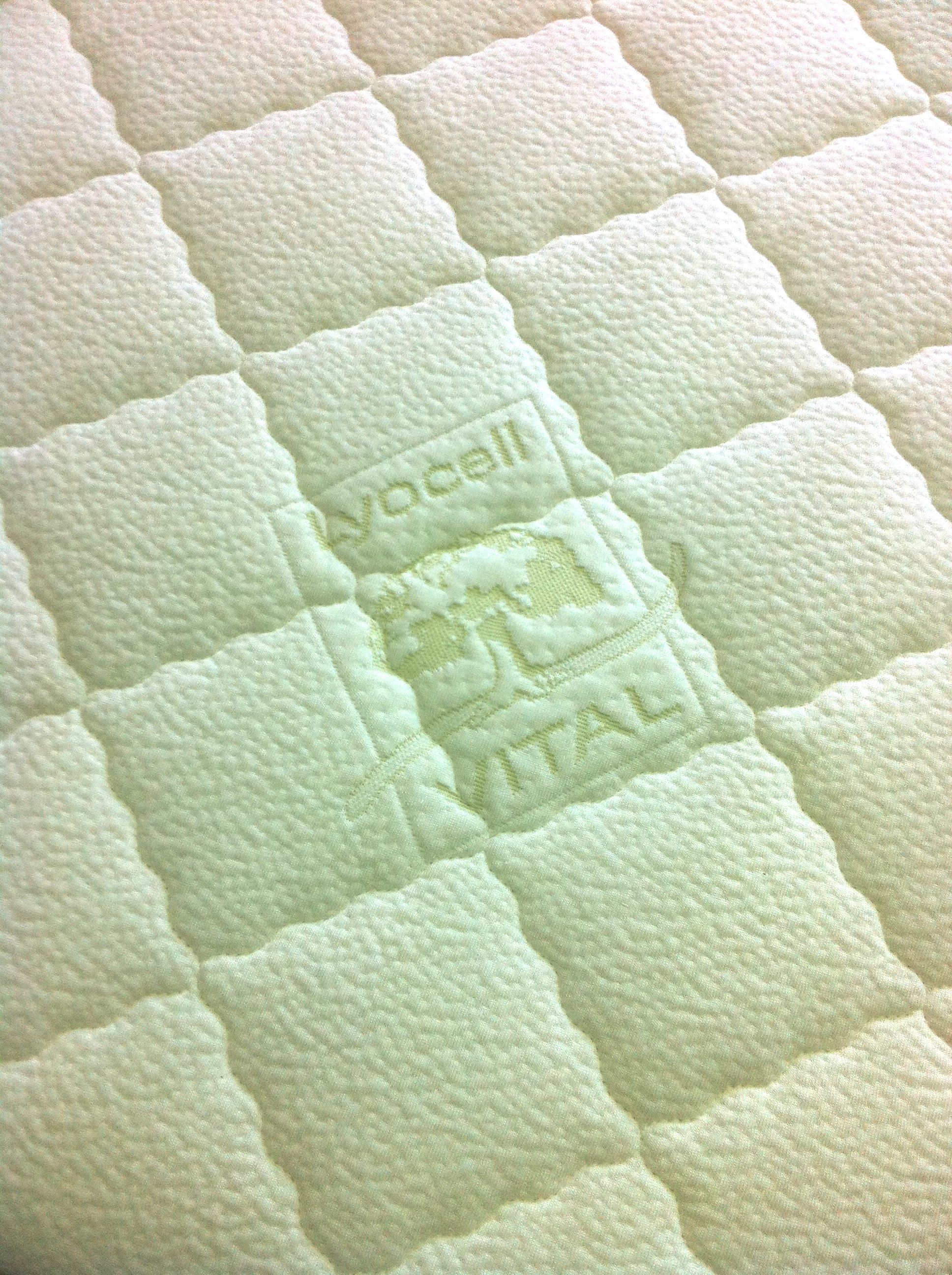
Чехол матраца с волокном Lyocell

Лиоце́лл (Lyocell) — полусинтетическое текстильное волокно, получаемое химическим путём из регенерированной целлюлозы. Формуется путём растворения целлюлозы и сухого струйно-мокрого прядения. В отличие от вискозы, производимой более распространённым способом, в производстве лиоцелла не используется дисульфид углерода, который токсичен для работников и окружающей среды.
Лиоцелл стал обобщённой торговой маркой, используемой для обозначения процесса получения целлюлозных волокон по такой технологии. Федеральная торговая комиссия США определяет лиоцелл как «волокно, состоящее из целлюлозы, осажденной из органического раствора, в котором не происходит замещения гидроксильных групп и не образуются промежуточные химические соединения». Она относит это волокно к подкатегории вискозы.
Выпускается под различными коммерческими названиями: тенцель, орцел.

## История
Разработка тенцеля была продиктована заботой об окружающей среде: исследователи стремились производить вискозу менее вредными методами.
Существует несколько версий появления данного типа волокон, так как разработки велись в разных странах.
Процесс производства лиоцелла разработан в 1972 году группой специалистов на ныне несуществующем предприятии American Enka fibers в Энке, Северная Каролина. В 2003 году Американская ассоциация химиков-текстильщиков и колористов (AATCC) наградила Нила Э. Фрэнкса премией Генри Э. Миллсона за изобретение лиоцелла. В 1966—1968 годах Д. Л. Джонсон из Eastman Kodak Inc. изучал растворы NMMO. С 1969 по 1979 год американская компания Enka безуспешно пыталась коммерциализировать процесс. Рабочее название волокна в организации Enka было ньюселл, и разработка была доведена до масштабов опытного завода, после чего работы были прекращены.
Основной процесс растворения целлюлозы в NMMO был впервые описан в патенте 1981 года, выданном Макорсли для Akzona Incorporated (холдинговая компания Akzo). В 1980-х годах патент был лицензирован Akzo для Courtaulds и Lenzing.
Два производителя вискозных волокон — Courtaulds и Lenzing AG — в рамках совместного исследовательского сотрудничества производили лиоцелловые волокна, в том числе по лицензиям голландской компании Akzo. В 1987 году компания Courtaulds plc запустила первый полукоммерческий завод по производству лиоцелла в Гримсби (Великобритания). В 1990 году компания Lenzing AG запустила пилотный завод. Лиоцелловые волокна производятся в промышленных масштабах с 1991 года компанией Courtaulds в Мобиле, штат Алабама (США) под названием Tencel и с 1997 года компанией Lenzing в Хайлигенкройце (Австрия). После нескольких смен владельцев бывшей Courtaulds Group подразделение Tencel было выделено в отдельную компанию Accordis, а затем продано частной инвестиционной компании CVC Partners. В 2000 году CVC продала подразделение Tencel компании Lenzing AG, которая объединила его со своим бизнесом «Lenzing Lyocell», но сохранила бренд Tencel.
В 2000 году Европейская комиссия отметила этот продукт Европейской экологической премией в категории «Премия за технологию для устойчивого развития».
В 2004 году компания Lenzing приобрела Tencel Group. После поглощения Tencel управляет одним заводом в США (Мобил, Алабама), одним в Великобритании (Гримсби) и одним в Австрии (Хайлигенкройц), а также экспериментальным и исследовательским заводом на территории Lenzing. Общая номинальная мощность в 2016 году составляла около 200 000 тонн в год.
В 2014 году компания Lenzing AG ввела в эксплуатацию крупнейший в мире завод по производству тенцеля на территории Lenzing мощностью около 67 000 тонн в год. Планируемый завод в Мобиле, штат Алабама, который предстояло запустить в 2018 году, пока отложен из-за неопределенной таможенной ситуации в США. Завод по производству тенцеля мощностью 100 000 тонн в год планируется запустить в 2021 году недалеко от Бангкока. Это будет крупнейший в мире завод такого рода.
Лиоцелл первоначально зарегистрирован под торговой маркой тенcел в 1982 году. Впервые ткань из этого волокна изготовлена в 1988 году компанией Courtaulds Fibres UK на опытном заводе S25. Основной целью изготовления был пошив женской одежды.

## Технология изготовления
Формование волокна лиоцелла основано на процессе прямого растворения целлюлозы в N-метил-морфолин-N-оксиде, при этом химически целлюлозная масса изменяется несущественно.

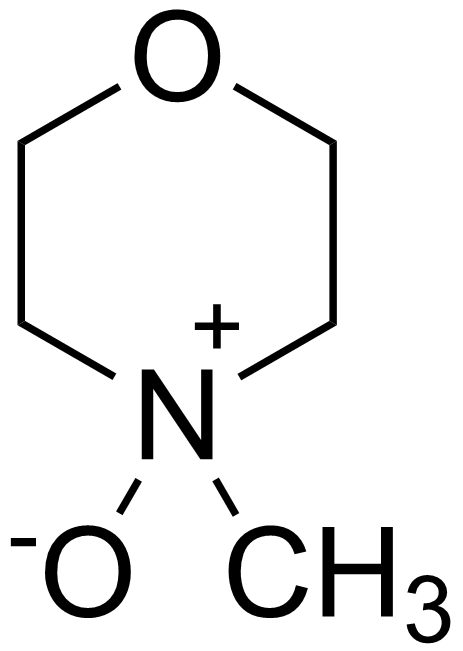
N-метилморфолин N-оксид — ключевой растворитель в процессе производства лиоцелла.

Процесс производства использует прямой растворитель, а не непрямое растворение, как, например, ксантация-регенерация в вискозном процессе. Волокно производится из распушенной целлюлозы, состоящей из целлюлозы высокой степени чистоты с небольшим количеством гемицеллюлозы и отсутствием лигнина. Бревна лиственных пород (таких как дуб и береза) расщепляются на квадраты размером с почтовую марку. Щепа подвергается химическому сбраживанию, либо в процессе прегидролиза-крафта, либо в сульфитном процессе, чтобы удалить лигнин и гемицеллюлозу. Целлюлоза отбеливается для удаления оставшихся следов лигнина, высушивается до состояния непрерывного листа и наматывается на бобины. По консистенции целлюлоза напоминает плотную плакатную бумагу и поставляется в рулонах весом около 230 кг.
Рулоны целлюлозы разбивают на квадраты и растворяют в N-метилморфолин-N-оксиде (NMMO), получая раствор, называемый «допинг». Затем отфильтрованный раствор целлюлозы прокачивается через фильеры. Волокна вытягиваются на воздухе, чтобы выровнять молекулы целлюлозы. Затем волокна погружают в водяную баню, где происходит десольватация целлюлозы, в результате чего волокна становятся более прочными. В ванну добавляют немного разбавленного аминоокиси до постоянной концентрации. Затем волокна промывают деминерализованной водой. Далее волокно попадает в зону сушки, где из него выпаривается вода.
Далее производство идет по тому же пути, что и для других видов волокон, например вискозы. Нити поступают на участок отделки, где на них наносится увлажнитель, который может представлять собой мыло, силикон или другие вещества, в зависимости от будущего использования волокна. На этом этапе происходит распутывание, предшествующее кардочесанию и прядению в пряжу. На этом этапе высушенные готовые волокна имеют форму, называемую жгутом, — большой нескрученный пучок непрерывных нитей. Пучки жгута поступают на каландр — машину, которая сжимает волокно, придавая ему текстуру и объём. Затем гофрированное волокно кардуется механическими кардочесальными машинами, которые выполняют гребнечесание для разделения и упорядочивания прядей. Затем нити разрезаются и прессуются для отправки на ткацкую фабрику. Весь процесс производства, от разматывания сырой целлюлозы до прессования волокна, занимает около двух часов. После этого лиоцелл может быть переработан различными способами. Его можно прясть вместе с другим волокном, например, хлопком или шерстью. Полученную пряжу можно ткать или вязать, как любую другую ткань, и придавать ей различную отделку — от мягкой и похожей на замшу до шелковистой.
Аминоокись, используемая для растворения целлюлозы и закрепления волокна после прядения, подвергается вторичной переработке. Обычно восстанавливается 99 % NMMO разлагается без образования вредных продуктов. Поскольку отходов мало, этот процесс относительно экологичен, хотя и энергоемок.

## Свойства
Лиоцелл имеет много общих свойств с другими волокнами, такими как хлопок, лен, шелк, рами, конопля и вискоза (с которой он очень тесно связан химически). Лиоцелл на 50 % лучше впитывает влагу, чем хлопок, и имеет большую способность отводить влагу по сравнению с тканями из модала аналогичного переплетения. Ткань обладает высокой прочностью в сухом и влажном состоянии, хорошо держит форму. Имеет лёгкий блеск. Хорошо окрашивается, не скатывается, не меняет форму после стирки. Не требует особого ухода.
По сравнению с хлопком потребители отмечают, что волокна лиоцелла на ощупь мягче и «воздушнее», благодаря их лучшей способности отводить влагу. Заявления промышленности о более высокой устойчивости к сминанию пока не подтвердились. Ткань можно подвергать машинной стирке или химической чистке. Она хорошо драпируется и может быть окрашена в разные цвета, причем для достижения той же глубины цвета требуется чуть меньше красителя, чем для хлопка.

## Использование
Он используется во многих повседневных тканях. Штапельные волокна используются в таких видах одежды, как деним, чинос, нижнее белье, повседневная одежда и полотенца. Нитевидные волокна, которые обычно длиннее и глаже штапельных, используются в изделиях, имеющих более шелковистый вид, например, в женской одежде и мужских рубашках. Лиоцелл можно смешивать с различными другими волокнами, такими как шелк, хлопок, вискоза, полиэстер, лен, нейлон и шерсть. При смешивании с другими волокнами получаемая ткань становится намного прочнее и устойчивее к износу, разрыву и скатыванию. Также используется в конвейерных лентах, специальной бумаге и медицинских повязках.
Волокна лиоцелл отличаются высокой износоустойчивостью, что позволяет использовать их в промышленности при изготовлении автомобильных фильтров, тросов, материалов для абразивной обработки, бинтов и тканей для защитных чехлов. Также ткани с лиоцелловыми волокнами используются при изготовлении чехлов для матрацев и подушек, постельного белья.

## Промышленные наименования
Другие торговые марки волокон лиоцелла — тенсел (Lenzing AG), ньюселл (Akzo Nobel) и сицелл (Zimmer AG). Компания Birla также продает их под маркой Excel. Есть и другие производители, например Sateri, продающие свой продукт под общим названием Lyocell.

## Исследования
Отсутствие у необработанного лиоцелла антибактериальных свойств ограничивает его применение в медицине. Благодаря своей биоразлагаемости, низкой токсичности и удобству, лиоцелл может стать полезным материалом для создания антибактериальной одежды. Чтобы придать материалу такие свойства, были рассмотрены три общих подхода: физическое смешивание, химическая реакция и последующая обработка. Методы физического смешивания вводят антибактериальные агенты в прядильный материал. В ходе химической реакции, антибактериальные добавки соединяются с волокнами лиоцелла и таким образом, придают им антимикробные свойства. При последующей обработке антибактериальные добавки наносятся на поверхность волокон с помощью процессов физического покрытия, набивки или импрегнации (пропитки). Методы физического смешивания и постобработки представляются наиболее перспективными для крупномасштабного производства. Для выбора оптимального метода необходимо тщательно учитывать стоимость, время подготовки и антибактериальную эффективность. Успешная модификация волокон позволит производить продукцию для здравоохранения (например, лабораторные халаты, шапочки, накидки), гигиенические товары (мочалки, гигиенические салфетки) и одежду (носки, нижнее белье).
По данным компании Lenzing, биоразложение в почве, компосте и морской воде было протестировано в соответствии с применимыми директивами EN 14046 (2003) и ISO 14855 (2005) и подтверждено сертификатом Vinçotte. На основе экспериментов по разложению удалось продемонстрировать потерю веса и, следовательно, биоразложение тканей из лиоцелла примерно на 75 % в течение 60 дней, что означает, что биоразложение происходит быстрее, чем у биоразлагаемых пластиков PHBV (поли(3-гидроксибутират-со-3-гидроксивалерат)en:PHBV, PBS (полибутиленсукцинат) и PLA (полимолочная кислота), а также различных композитов из этих материалов с волокнами лиоцелла. Сама компания Lenzing заявляет о времени разложения на 100 % за 16 недель.